# جین بادلر
جین بادلر (انگلیسی: Jane Badler؛ زادهٔ ۳۱ دسامبر ۱۹۵۳) یک هنرپیشه، و خواننده اهل ایالات متحده آمریکا است. وی از سال ۱۹۷۷ میلادی تاکنون مشغول فعالیت بوده‌است.
او در فیلم سوزن بازی کرده‌است.